# Die Schreckenskammer des Dr. Thosti
Die Schreckenskammer des Dr. Thosti ist ein US-amerikanischer Gruselfilm aus dem Jahre 1956 von Reginald Le Borg. In den Hauptrollen sind, mit Ausnahme von Boris Karloff und Vincent Price, sämtliche Stars des amerikanischen Horrorfilms der 30er bis 50er Jahre zu sehen: Basil Rathbone, Lon Chaney junior, John Carradine und Bela Lugosi, der hier seine letzte vollendete Rolle spielte.

## Handlung
England im Jahre 1872. Der bekannte und angesehene Chirurg Sir Joel Cadman (in der dt. Fassung: Dr. Thosti) ist verzweifelt. Seit seine Frau an einem nahezu inoperablen Gehirntumor leidet, ist sie in ein tiefes Koma gefallen. Da die wissenschaftlich-medizinische Forschung im viktorianischen Zeitalter nicht allzu weit gediehen ist, beschließt Dr. Cadman seine chirurgischen Erfahrungen auf dem praktischen Wege, Learning by Doing, zu sammeln. Um für die entscheidende Operation zur Rettung seiner Frau gut genug vorbereitet zu sein, will er an den Gehirnen einiger höchst unfreiwilliger Patienten vorsorglich „üben“. Dazu benutzt er eine geheime indische Droge namens Nind Andhera, die stark betäubend wirkt. Cadman nennt sie The Black Sleep, den „schwarzen Schlaf“.
In der Nacht vor seiner Hinrichtung wird der junge Wissenschaftler und Arzt Dr. Gordon Ramsay von seinem Kollegen Cadman in der Gefängniszelle besucht. Ramsay wird (zu Unrecht) des Mordes beschuldigt und wurde dafür zum Tode verurteilt. Für diese Tat soll er am kommenden Morgen am Galgen enden. Cadman benötigt unbedingt Ramsays wachen Sachverstand, sollen seine bislang unzufrieden verlaufenden Gehirnexperimente jemals zum Erfolg führen. Und so kommt auch Ramsay in den Genuss des „schwarzen Schlafes“. Als man den Todeskandidaten in seiner Schockstarre auffindet, wird Ramsay für tot erklärt und sein „Leichnam“ Dr. Cadman überlassen. Wieder daheim, holt Cadman Ramsay ins Leben zurück und macht diesen zu seiner rechten Hand. Mit der jungen Laurie Monroe im Schlepptau, die ihren verschollenen Vater Dr. Monroe sucht, stößt der junge Mediziner jedoch bald auf Cadmans finsteres Geheimnis.
Sir Joel Cadman ist nicht einfach nur ein skrupelloser, verrückter Wissenschaftler und gewissenloser Arzt, der seine Patienten für  kriminelle Experimente missbraucht. Vielmehr hat er den Ehrgeiz, nach den vorgenommenen Operationen den Originalzustand der Opfer seiner kruden Gehirntransplantationen wiederherzustellen. Doch mit dieser Absicht scheitert er. Seine Patienten erwachen in komplett anderen Umständen, sind entweder schwer degeneriert oder stark verstümmelt. Bald hat Cadman eine Armee seiner bizarren Opfer, die er in einem finsteren, verborgenen Kellergewölbe einer düsteren Abtei wie Sklaven hält, gegen sich. Es kommt zum Aufstand gegen den Chirurgen, und die misshandelten Kreaturen, unter ihnen auch der tumbe Mungo, Lauries Vater Dr. Monroe, nehmen fürchterliche Rache an ihrem Peiniger.

## Produktionsnotizen
Die Schreckenskammer des Dr. Thosti wurde im Februar 1956 gedreht und im Juni 1956 uraufgeführt. In Deutschland lief der mit etwa 225.000 $ Herstellungskosten recht günstig produzierte Horrorstreifen am 29. November 1957 an.

## Kritiken
Der Film wurde von der nationalen wie internationalen Kritik überwiegend negativ beurteilt:

„Trotz der Besetzung mit kompetenten Horrorstars nur ein primitives Schauermärchen mit billigen Effekten.“

„Überzogenes Schauermärchen, billig in Szene gesetzt, krankhaft-phantastisch.“

Leonard Maltin schrieb: „Big horror cast cannot save dull, unatmospheric tale of doctor performing brain transplants in remote castle. Laughable“.
Variety kommentierte: „(It) plays the horror tale fairly straight so what's happening is not too illogical until the finale wrapup, when all restraint comes off and the melodramatics run amok. (...) Basil Rathbone is quite credible as the surgeon, enough so that the brain operations he performs will horrify many viewers.“
Halliwell‘s Film Guide befand: „Gruesome and humourless horror film notable only for its gallery of wasted talent“.
Im Monthly Film Bulletin hieß es: „An unoriginal horror piece weighted down by an overload of medical jargon. Direction and effect are unimaginative, though Cadman's cellar does yield up some moderately gruesome monsters, ruled over by a frenzied John Carradine. Basil Rathbone plays with drive and authority. The late Bela Lugosi, as the inevitable mute butler, mimes with touching and impressive conviction“.

## DVD-Veröffentlichung
Der Film wurde im Mai 2018 als letzter Film der Reihe Die Rache der Galerie des Grauens in der lange verschollenen deutschen Kinosynchronisation auf DVD und Blu-ray Disc von Anolis veröffentlicht.
- Die Schreckenskammer des Dr. Thosti, 30. Mai 2018, Anolis Entertainment